# Ophion (Gattung)
Ophion ist eine Schlupfwespengattung in der Unterfamilie Ophioninae. Das Taxon geht auf Johann Christian Fabricius im Jahr 1798 zurück. Der Gattungsname leitet sich von Ophion, einem der Giganten der griechischen Sage, ab. Typusart ist Ichneumon luteus Linnaeus, 1758. In Deutschland ist die Gattung mit mindestens 13 Arten vertreten.

## Taxonomie
Die artenreiche Gattung hatte 2017 etwa 144 beschriebene Arten. Die Gattung Ophion umfasst mehrere Artgruppen, die erst in den letzten Jahren mittels molekularbiologischen Analysen näher untersucht wurden. Anhand morphologischer und phylogenetischer Untersuchungen konnten in den 2010er Jahren zahlreiche neue Arten beschrieben werden. Hierbei war die Zahl der untersuchten Exemplare mitunter zunächst klein, die empirische Basis also ausbaufähig. So konnten zum Beispiel von Ophion borealis JOHANSSON 2019 zunächst nur sechs Individuen genauer studiert werden, allesamt weiblich. Der Nachweis und die Beschreibung männlicher Exemplare dieser Art gelang erst mit Verzögerung. Es wird vermutet, dass auch in Zukunft noch neue Arten beschrieben werden.

## Merkmale
Die mittelgroßen bis großen Schlupfwespen der Gattung Ophion sind gewöhnlich zwischen 10 und 19 mm lang. Sie haben vergrößerte Facettenaugen und Ocelli. Ihr Köper ist rötlich oder gelbrot gefärbt. Die Vorderflügel weisen eine besondere Flügeladerung auf. Die Flügelader r-rs ist allenfalls leicht verbreitert, nie abrupt gekrümmt. Der Ramellus ist gewöhnlich gut ausgebildet. Der kurze Legebohrer der Weibchen ist in der Regel kaum erkennbar. Der Sporn an den vorderen Tibien weist einen membranösen Flansch entlang der mesalen Fläche auf der Hinterseite auf.

## Lebensweise
Die Schlupfwespen der Gattung Ophion sind überwiegend dämmerungs- oder nachtaktiv. Sie werden von Licht angezogen. Die Schlupfwespen können das ganze Jahr über angetroffen werden. Die Vertreter der Gattung Ophion sind koinobionte Endoparasitoide. Zu den Wirten gehören fast ausschließlich Schmetterlingsraupen. Eine Ausnahme ist O. nigrovarius, die Larven aus der Blatthornkäfer-Gattung Phyllophaga parasitiert. Es wird gewöhnlich ein Ei in die Wirtsraupe gestochen. Normalerweise stirbt die Raupe im Puppenstadium, die Parasitenlarve bleibt jedoch zurück, um sich zu verpuppen.

## Systematik und Verbreitung
Die Gattung Ophion ist hauptsächlich in der gemäßigten Klimazone der Holarktis vertreten mit nur relativ wenigen Arten in den Tropen. Es wurden anhand molekularbiologischer Untersuchungen 13 Artenkomplexe identifiziert, darunter Ophion areolaris, Ophion luteus, Ophion minutus, Ophion obscuratus, Ophion parvulus, Ophion pteridis und Ophion scutellaris.
Im Folgenden eine Liste von beschriebenen Arten.
- Ophion ainoicus Uchida, 1928
- Ophion angularis Johansson & Cederberg, 2019
- Ophion arenarius Johansson, 2019
- Ophion aresolaris Brauns, 1889
- Ophion artemisiae Boie, 1855
- Ophion aureus Schwarzfeld, 2014
- Ophion autumnalis Johansson, 2019
- Ophion borealis Johansson, 2019
- Ophion brevicornis Morley, 1915
- Ophion brevipunctatus Schwarzfeld, 2014
- Ophion broadi Johansson, 2019
- Ophion brocki Johansson, 2019
- Ophion choaspese (Uchida, 1954)
- Ophion clave Schwarzfeld, 2014
- Ophion coloradensis (Felt, 1904)
- Ophion confusus Johansson, 2019
- Ophion costatus Ratzeburg, 1848
- Ophion crassicornis Brock, 1982
- Ophion crassus (Morley, 1912)
- Ophion dispar Brauns, 1895
- Ophion dombroskii Schwarzfeld, 2014
- Ophion ellenae Johansson, 2019
- Ophion elongatus Hooker, 1912
- Ophion epallidus Walkley, 1958
- Ophion flavidus Brulle, 1846
- Ophion flavopictus Smith, 1874
- Ophion forticornis Morley, 1915
- Ophion fuscomaculatus Cameron, 1899
- Ophion hokkaidonis Uchida, 1928
- Ophion idoneus Viereck, 1905
- Ophion importunus Schwarzfeld, 2014
- Ophion inclinans Johansson, 2019
- Ophion kallanderi Johansson, 2019
- Ophion keala Schwarzfeld, 2014
- Ophion kevoensis Jussila, 1965
- Ophion longigena Thomson, 1888
- Ophion luteus (Linnaeus, 1758)
- Ophion magniceps (Hooker, 1912)
- Ophion matti Johansson, 2019
- Ophion minutus Kriechbaumer, 1879
- Ophion mocsaryi Brauns, 1889
- Ophion nigrovarius Provancher, 1874
- Ophion nikkonis Uchida, 1928
- Ophion norei Johansson, 2019
- Ophion obscuratus Fabricius, 1798
- Ophion ocellaris Ulbricht, 1926
- Ophion okunii Uchida, 1928
- Ophion paraparvulus Johansson, 2019
- Ophion parvulus Kriechbaumer, 1879
- Ophion paukkuneni Johansson, 2019
- Ophion perkinsi Brock, 1982
- Ophion pteridis Kriechbaumer, 1879
- Ophion scutellaris Thomson, 1888
- Ophion slaviceki Kriechbaumer, 1892
- Ophion slossonae Davis, 1893
- Ophion splendens Johansson, 2019
- Ophion subarcticus Hellén, 1926
- Ophion sylvestris Johansson, 2019
- Ophion tenuicornis Johansson, 2019
- Ophion tityri Packard, 1881
- Ophion vardali Johansson, 2019
- Ophion variegatus Rudow, 1883
- Ophion ventricosus Gravenhorst, 1829
- Ophion wuestneii Kriechbaumer, 1892